# T
T bzw. t (gesprochen: [tʰeː]) ist der 19. Buchstabe des klassischen und der 20. Buchstabe des modernen lateinischen Alphabets. Er ist ein Konsonant. Der Buchstabe T hat in deutschen Texten eine durchschnittliche Häufigkeit von 6,15 %. Er ist damit der siebthäufigste Buchstabe in deutschen Texten.

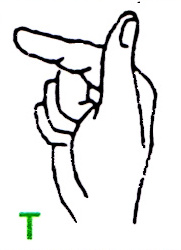
Buchstabe T im Fingeralphabet (Deutschland, Luxemburg, Westschweiz)

Das Fingeralphabet Deutschlands, Luxemburgs und der Romandie für Gehörlose bzw. Schwerhörige stellt den Buchstaben T dar, indem die geschlossene Hand nach links zeigt, während der Zeigefinger nach links gestreckt ist. Der Daumen liegt auf dem Zeigefinger und zeigt nach oben. Beim Fingeralphabet Österreichs, Liechtensteins und der Deutschschweiz wird die geschlossene Hand nach vorne gezeigt, der Daumen nach oben gestreckt und der Zeigefinger auf den Daumen gelegt.

## Herkunft
| Kreuz (protosinaitisch) | Phönizisches Taw | Griechisches Tau | Etruskisches T | Lateinisches T |
| Kreuz (protosinaitisch) | Phönizisches Taw | Griechisches Tau | Etruskisches T | Lateinisches T |

Die Frühform des Buchstabens in der protosinaitischen Schrift ist ein Kreuz. Die Bedeutung dieses Symbols ist unklar, wahrscheinlich war es eine Markierung. Die Phönizier gaben dem Buchstaben den Namen Taw, mit dem Lautwert [t]. Sowohl in der protosinaitischen als auch in der phönizischen Schrift konnte das Taw auch liegend geschrieben werden, in einer Form, die dem X ähnelt.
In das griechische Alphabet wurde der Buchstabe als Tau aufgenommen. Die Griechen verwendeten dabei die auf der Spitze stehende Form des Taw. Schon im Frühgriechischen wanderte allerdings der Querbalken bis an die Spitze des Buchstabens.
Die Etrusker und nach ihnen die Römer übernahmen den Buchstaben als T. Dabei änderten sie weder Lautwert noch Aussehen.

## Aussprache
In der Standardaussprache des Deutschen wird (wie auch im Englischen und weiteren Sprachen) das t in den meisten Wortpositionen behaucht gesprochen [tʰ]. Hierbei handelt es sich um ein adjungiertes, kein distinktives Merkmal, es ist also zur Unterscheidung nicht notwendig. In einigen süd- und ostdeutschen Dialekten werden die stimmlosen Phoneme nicht behaucht. So wird das t ähnlich wie d ausgesprochen. Häufig werden in den gleichen Gebieten stimmhafte Konsonanten (b, d, g, s) stimmlos oder abgeschwächt stimmhaft realisiert, so dass eine Unterscheidung von t und d schwierig ist. Vielerorts werden die stimmlosen Varianten als „hart“ und die stimmhaften als „weich“ verdeutlicht.
Dieses Phänomen kann man an den Aussprachehinweisen aus dem 19. Jahrhundert nachvollziehen.

„zur aussprache: d t th sein auch gleich auf der zungen anainander, vertritt ainer den andern, wie dan auch bei den Kriechen gewonlich ist. AVENTIN. 4, 22, 31; das d mit seinem gleichen t dringt die zunge oben an den gumen, rürend die untern zene mit der spitzen, und so man den athem mit gewalt herrausz truckt wirts ein t, so mann aber lind truckt, wirts ein d. P. JORDAN leyenschul (1533) A 7b; das t ist ein harter mitlauter .. wan man ihn ausspricht, so eröfnet man die zähne ein wenig und stöbbelt die zunge wider die unterzähne, und mus ihn gleichsam mit kraft heraus stoszen. ZESEN rosenm.“

## Das T als Formikone
Das große T ist als formikonisches Wort Namensgeber für verschiedene Gegenstände.

T-Shirt
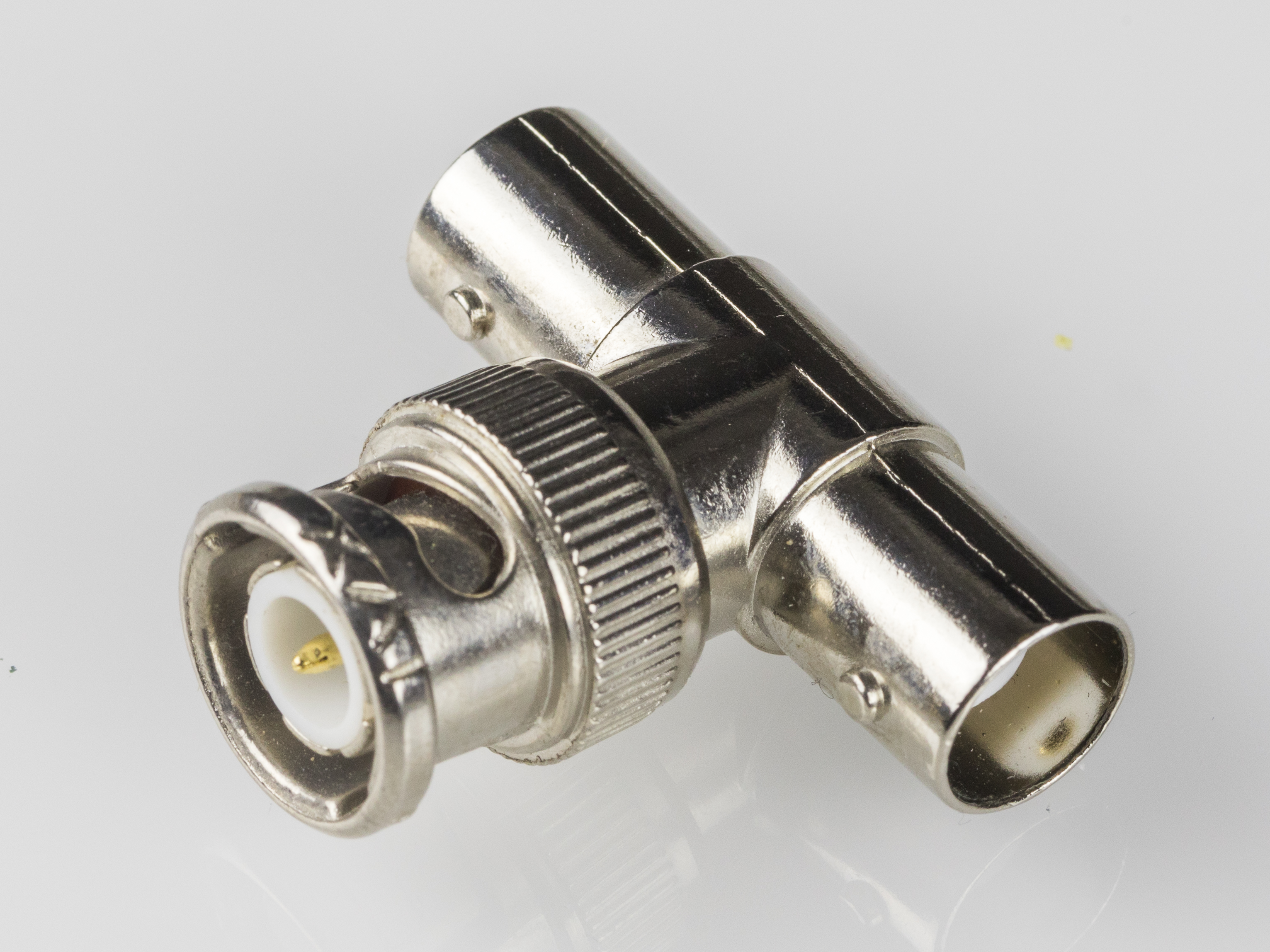
T-Stück
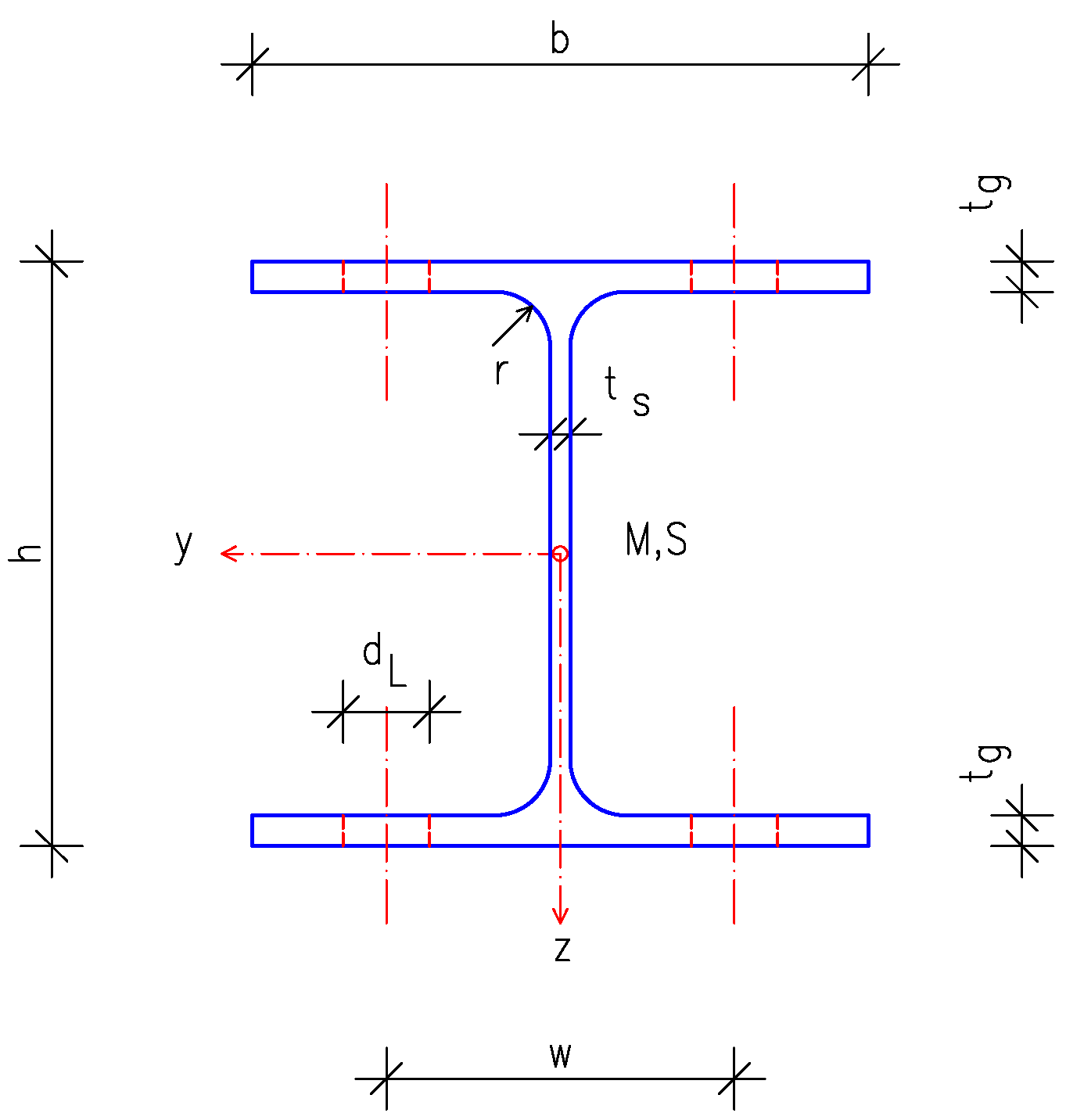
Doppel-T-Träger
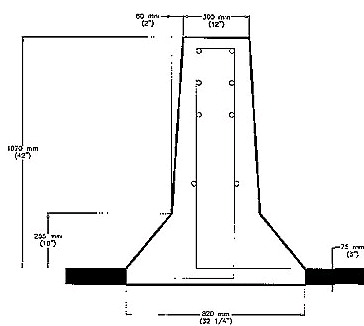
T-Mauer
Doppel-T-Anker
T-Figur-Illusion

## In weiteren Schriften
- Т im kyrillischen Alphabet